# Simon Stiell
Simon Stiell (* Dezember 1968) ist ein grenadischer Politiker. Er war Minister seines Landes für Umwelt, Bildung und Humanressourcen. Seit 2022 ist Stiell Exekutivsekretär des Rahmenübereinkommens der Vereinten Nationen über Klimaänderungen (UNFCCC) mit Sitz in Bonn.

## Berufliche Karriere
Simon Stiell ist Ingenieur und absolvierte einen Master-Studiengang für Business Administration (MBA) an der University of Westminster. Er arbeitete 14 Jahre außerhalb von Grenada im Technologiebereich, u. a. bei Nokia und bei GEC Plessey Telecommunications. Nach seiner Rückkehr gründete Stiell eine Immobilienentwicklungsgesellschaft. Außerdem war er Vorsitzender des Fremdenverkehrsamtes und der Handelskammer des Landes.

## Politische Karriere
2013 wurde Stiell als Mitglied der New National Party zum Mitglied des Senats von Grenada ernannt. Er war stellvertretender Agrar- und Umweltminister. Von 2017 bis 2018 war er Minister für Bildung und Humanressourcen, anschließend Minister für Umwelt und Klimaresilienz. Im Juni 2022 schied er aus dem Amt, da die New Nation Party die Parlamentswahl verlor.

## Tätigkeit für die UN

Logo des UNFCCC

Im Juli 2022 wurde Stiell als Nachfolger der Mexikanerin Patricia Espinosa Cantellano Exekutivsekretär des Rahmenübereinkommens der Vereinten Nationen über Klimaänderungen in Bonn. Bei seinem Amtsantritt betonte er die Bedeutung des 1,5-Grad-Ziels für die Begrenzung des menschengemachten globalen Temperaturanstiegs und, dass er es bei konsequentem Handeln weiter für erreichbar halte, wieder auf Kurs zu kommen. Beim Petersberger Klimadialog 2023 sprach er sich auch für verbindliche messbare Ziele beim Ausbau der regenerativen Energien aus, da es nur durch sie zu einem Abschied von der fossil gewonnenen Energie kommen könne.

## Positionen
Stiell ist Mitglied der International Gender Champions, die sich für Geschlechtergleichstellung in nationalen und internationalen Organisationen einsetzt.